# Contea di Phillips (Arkansas)
La contea di Phillips, in inglese Phillips County, è una contea dello Stato dell'Arkansas, negli Stati Uniti. La popolazione al censimento del 2000 era di 26 445 abitanti. Il capoluogo di contea è Helena-West Helena che include il sobborgo orientale di Helena e quello occidentale di West Helena.

## Storia
La contea di Phillips fu costituita nel 1820.